# نصف‌النهار ۱۸۰ درجه

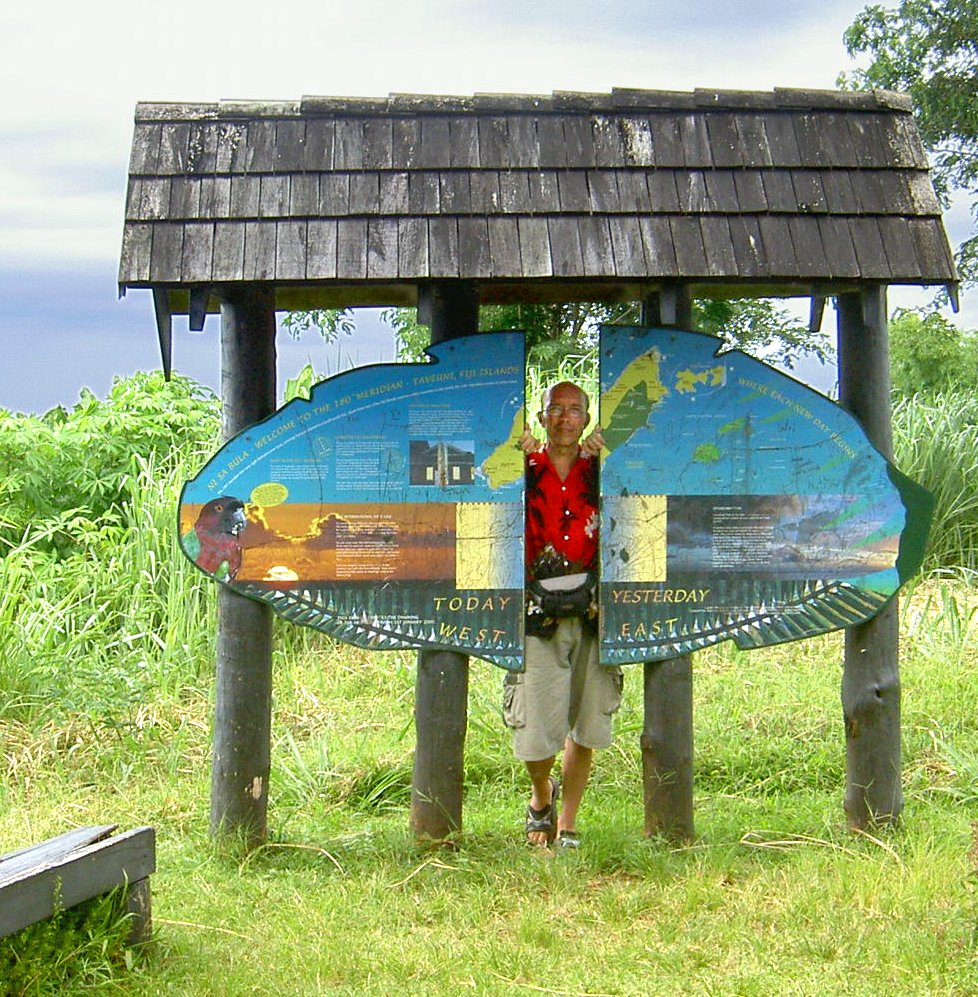
تصویر مردی را مشاهده می کنید که در نصف النهار ۱۸۰ درجه مرز بین دو نیم کره شرقی و غربی ایستاده است

نصف‌النهار ۱۸۰ درجه، ۱۸۰مین نصف‌النهار از گرینویچ است که از لحاظ زمانی ۱۲ ساعت و ۰۰ دقیقه با گرینویچ اختلاف زمانی دارد.
این نصف النهار مانند نصف‌النهار مبدأ مرز دو نیمکره شرقی و غربی جهان است و از قطب شمال شروع و از مناطق زیر گذشته و به قطب جنوب ختم می‌شود:
- روسیه
- اقیانوس آرام